# گی‌یرمو گوروستیزا
گی‌یرمو گوروستیزا (انگلیسی: Guillermo Gorostiza; ۱۵ فوریهٔ ۱۹۰۹ – ۲۳ اوت ۱۹۶۶) بازیکن فوتبال اهل اسپانیا بود.
از باشگاه‌هایی که در آن بازی کرده‌است می‌توان به باشگاه فوتبال اتلتیک بیلبائو و باشگاه فوتبال والنسیا اشاره کرد.
وی همچنین در تیم ملی فوتبال اسپانیا بازی کرده‌است.